# Dvärggrönbulbyl
Dvärggrönbulbyl (Eurillas gracilis) är en fågel i familjen bulbyler inom ordningen tättingar.

## Utseende och läte
Dvärggrönbulbylen är en liten och slank bulbyl. Undersidan är olivgrön, mot buken mer gulaktig. Även ovansidan är olivgrön, mot huvudet mer grått med tydliga vita halvmånar runt ögat. Den liknar andra relativt färglösa grönbulbyler, framför allt smågrönbulbyl och enfärgad grönbulbyl, men skiljer sig i levnadsmiljö, gulaktig buk och distinkta sång: en sorgesam, haltande serie som stiger i tonhöjd, i engelsk litteratur återgiven som "teach-er, who teach-es you?".

## Utbredning och systematik
Dvärggrönbulbyl delas upp i tre underarter med följande utbredning:
- Eurillas gracilis extrema – Sierra Leone till sydvästra Nigeria
- Eurillas gracilis gracilis – sydöstra Nigeria till södra Kamerun, Gabon, nordvästra Angola och centrala Demokratiska republiken Kongo
- Eurillas gracilis ugandae – östra Demokratiska republiken Kongo till Uganda och västra Kenya

## Levnadssätt
Dvärggrönbulbylen hittas ofta i skogsbryn och i andra av människan påverkade skogsmiljöer, jämfört med sina släktingar i generellt öppnare miljöer.

## Status
Arten har ett stort utbredningsområde och beståndet anses stabilt. Internationella naturvårdsunionen IUCN listar den därför som livskraftig (LC).